# Bataille de Glen Shiel
Guerre de la Quadruple-Alliance
Rébellion jacobite
Batailles
- Sardaigne
- Sicile
- Castellamare
- 1er siège de Palerme
- Cap Passaro
- 1er siège de Messine
- Milazzo
- Fontarrabie
- Glen Shiel
- Francavilla
- Roses
- Pensacola
- 2e prise de Messine
- Vigo
- Cap Saint-Vincent
- 2e siège de Palerme
- Sferracavallo
- La Seu d’Urgell
- Nassau
- Expédition Villasur

La bataille de Glen Shiel est une victoire de l'armée britannique sur les jacobites écossais et l'armée espagnole pendant le soulèvement jacobite de 1715, qui constitue un conflit annexe de la guerre de la Quadruple-Alliance.

## Contexte
La France ayant signé la paix avec les Anglais, les jacobites trouvent un nouvel allié avec le cardinal Giulio Alberoni, ministre du roi d'Espagne. Le cardinal Dubois avait en effet orienté la politique extérieure de la Régence de Philippe d'Orléans vers une entente pacifique avec la Grande-Bretagne.
Une armée d'invasion embarque en 1719 à bord de deux frégates pour débarquer en Écosse et 27 navires transportent 5 000 soldats vers l'Angleterre, mais ils sont dispersés par des tempêtes avant d'avoir pu débarquer. Les deux frégates espagnoles amènent une force jacobite commandée par Lord Tullibardine et le comte de Marischal avec 300 soldats espagnols à Loch Duich ; elle s'empare du château d'Eilean Donan, mais elle rencontre un tiède soutien parmi de petits clans des Highlands. Les soldats espagnols sont contraints de se rendre aux forces gouvernementales.
Le prétendant Stuart Jacques-Edouard, conseillé par le duc d'Ormonde, abandonna la partie et repartit sur le continent. Il y vécut à Rome jusqu'à son décès et ne tenta plus d'expédition en vue de sa restauration. Jacques-Edouard ne parvient pas à obtenir les soutiens des puissances continentales à la hauteur des enjeux. Il nomma par la suite son fils aîné, Charles-Edouard, régent d'Écosse. Celui-ci organisera la dernière « rebellion jacobite » en 1745, qui se terminera par la défaite de Culloden, malgré une assistance militaire de la France.

## La bataille
L'armée jacobite venant du château d'Eilean Donan se regroupe avec quelques renforts à Glen Shiel. L'armée anglaise, composée d’Écossais et de Britanniques, est commandée par le général Wightman (en) et arrive d'Inversness. Les premiers combats eurent lieu contre l'aile droite : les forces de George Murray qui se sont avancées au sud de la rivière durent se retirer. Puis l'attaque sur l'aile gauche où Seaforth fut blessé dut aussi battre en retraite. Le centre tenu par les Espagnols céda sous la pression ; le brouillard permit aux armées jacobites de disparaître ; la révolte n'allait plus avoir de suite. George Munro (en) commandait les troupes de son clan restées fidèles au pouvoir hanovrien.

## Actuellement
La montagne où s'est déroulé le combat s'appelle Sgùrr na Ciste Duibhe (en), le pic où se battirent les Espagnols : Sgurr nan Spainteach (le pic des espagnols).